# Emotional
Emotional je čtvrtým albem rakouského zpěváka Falca. Album využívalo obrovského úspěchu alba Falco 3. O tomto svědčí i skladba Coming Home uváděná často s podtitulem (Jeanny Part 2, One Year Later, nebo Jeanny Part 2, ein Jahr danach), přímo odkazující na veleúspěšnou skladbu z tohoto předchozího alba. Album je autorsky zcela v rukou tria Falco, Ferdi Bolland a Rob Bolland. Čestnou výjimkou se skladba Cowboyz and Indianz u které je jako spolutextař uveden Gerd Plez.

## Řazení skladeb
1. Emotional 4:54
2. Kamikaze Cappa 5:09
3. Crime Time 4:22
4. Cowboyz and Indianz 5:45
5. Coming Home 5:32
6. The Star of Moon and Sun 5:19
7. Les Nouveaux Riches 4:30
8. The Sound of Musik 4:57
9. The Kiss of Kathleen Turner 7:23